# Met geheime opdracht
Met geheime opdracht is het tiende album uit de stripreeks Bakelandt, het album verscheen in 1980. De reeks wordt getekend door striptekenaar Hector Leemans en geschreven door Daniël Janssens.

## Verhaal
Wanneer Pé Bruneel inbreekt bij een bierbrouwer begint hij te drinken en valt hij in slaap naast de bierkuip. Hij wordt gevonden door Franse soldaten en gearresteerd. De Franse bevelhebber Raoul De Crèvecoeur doet een voorstel aan Bakelandt: het leven van Pé Bruneel voor dat van zijn jongere broer Hector De Crèvecoeur, die onder de valse naam Thomas Cardiff een kapersbestaan leeft. Bakelandt reist met Rooie Zita en Tom Kipper naar Engeland. Ze regelen een ontmoeting met een afgezant van Thomas Cardiff in een verlaten ijzersmelterij nabij Brighton. Daar worden ze in de val gelokt door de detectivebende Bow Street Runners (en) die Tom Kipper will klissen. Die proberen Bakelandt, Zita en Kipper uit te roken, maar het trio wordt gered door Serano De Mesties, een indiaan en vriend van Thomas Cardiff. Van hen leren ze dat Cardiff gevangen gehouden wordt door Phileas Rope in Hastings.
In Hastings vinden ze Sam Walton terug, een sterke vriend van Tom Kipper. Samen met hem redden ze Dick Digger, een grafschender. Ze winnen zijn vertrouwen, en die helpt hen om Cardiff uit de toren van de havenmeester te halen. Wanneer ze echter uit de haven proberen te ontsnappen, verschijnt de "Red Pelican", het schip van Phileas Rope. Met behulp van een primitieve duikboot slaagt Sam Walton erin om het schip te doen zinken, en met het schip de "Goldfish" vluchten ze uit de haven van Hastings. Op zee hebben ze nog een schermutseling met "L'Invincible", een Frans oorlogsschip, maar daarna bereiken ze veilig Oostende. In Oostende probeert Raoul Crèvecoeur nog om Bakelandt te bedriegen, maar Hector Crèvecoeur alias Thomas Cardiff dreigt ermee bezwarende informatie over hem door te spelen aan de politie van Fouché. Raoul Crèvecoeur laat Pé Bruneel hierna gaan. Hector besluit hierna terug op zee te gaan en in Ierland onder te duiken.